# 카라 (영화)
"카라"는 1999년에 개봉한 대한민국의 멜로 영화이다.

## 캐스팅
- 송승헌 : 김선우 역
- 김희선 : 강지희 역
- 김현주 : 윤수진 역
- 최철호 : 정민욱 역
- 고주희 : 윤미라 역
- 이종박 : 형사 역
- 신철진 : 공장장 역
- 양일민 : 담배가게 주인 역
- 이정학 : 마을버스 운전사 역
- 김해곤 : 택시 기사 역
- 방길승 : 민욱 졸개 역
- 김영임 : 빵집 종업원 역

## 참고 사항
- 줄곧 드라마 위주로 활동해 온 송승헌(극중 김선우 역)의 영화 데뷔작이었다[1].
- 당초 <어게인>이란 제목으로 98년 가을 크랭크인할 예정이었으며[2] 출연진 중의 한 명이었던 김희선은 이 때문에 KBS 2TV 종이학 캐스팅 제의를 포기했다[3].
- 아울러, 이순안씨가 각본과 최초 연출을 맡았으나 제작사와의 마찰 때문에 감독에서 해임된 뒤[4] 촬영이 전면 중단됐지만 뒷날 촬영이 재개되면서 송해성 감독으로 연출자가 변경됐다[5].